# Dikwella
Dikwella (en cingalés: දික්වැල්ල) es una pequeña ciudad costera en el distrito de Matara de la  Provincial Sur de Sri Lanka. Se encuentra a 22 km al este de la ciudad de Matara. Situada a unos 210 km de Colombo, Dikwella no está tan concurrida como otros destinos turísticos de Sri Lanka. Conserva un ambiente relajado y permite a los visitantes explorar la belleza natural y la cultura local. La ciudad es conocida por sus playas de arena, clima cálido y actividades acuáticas. Su población en 2012 era de 54.187 habitantes

## Mercado de Dikwella
El día de mercado es el sábado.
El mercado Dikwella se lleva a cabo junto a la playa. Ha sido reconstruido después de la destrucción provocada por el tsunami asiático de 2004. Afortunadamente, el mercado Dikwella no estaba abierto ese día, aunque los comerciantes y clientes que habían viajado a los mercados cercanos perecieron en muchos casos.

## Playas de Dikwella
- Playa de Dikwella. Dikwella Beach es una de las playas más grandes de la zona y cuenta con una amplia franja de arena dorada. Los visitantes encuentran un amplio espacio para juegos de playa, construir castillos de arena o simplemente pasear por la orilla del agua. Un arrecife protector crea una zona de baño natural que generalmente es tranquila, lo que la hace especialmente adecuada para familias con niños pequeños. Los vendedores ambulantes junto a la playa suelen vender bocadillos y bebidas, lo que brinda comodidad para un día prolongado.

- Playa Hiriketiya. Esta playa es un paraíso para los surfistas. Sus consistentes olas ofrecen buenas condiciones para varios niveles de surf, desde principiantes que practican en olas suaves hasta surfistas experimentados que atrapan olas más desafiantes. La forma de media luna de la playa también forma una cala natural donde el agua es más tranquila, ofreciendo una zona segura para nadar que complementa las áreas para surfear. Algunas cafeterías cercanas ofrecen refrigerios y alquiler de tablas de surf.

- Playa silenciosa. Silent Beach hace honor a su nombre al ofrecer un ambiente tranquilo lejos de las playas más frecuentadas. Su entorno más tranquilo atrae a visitantes que buscan una experiencia más serena. Las tranquilas aguas lo convierten en un lugar magnífico para un relajante baño. También es un lugar preferido para las personas interesadas en la atención plena o la meditación, ya que ofrece un telón de fondo tranquilo para un momento de reflexión junto al mar.

## Cultura local
La cultura de Dikwella está determinada predominantemente por su herencia budista. Los templos son comunes y sirven como centros comunitarios y lugares de culto. El estilo de vida local es relajado, lo que refleja el entorno costero de la ciudad. Los visitantes suelen citar esta atmósfera relajada como tan atractiva como la belleza física de la zona. Los valores tradicionales de Sri Lanka de hospitalidad y comunidad se sienten fuertemente, lo que lo convierte en una experiencia acogedora.

## El templo Wewurukannala Vihara

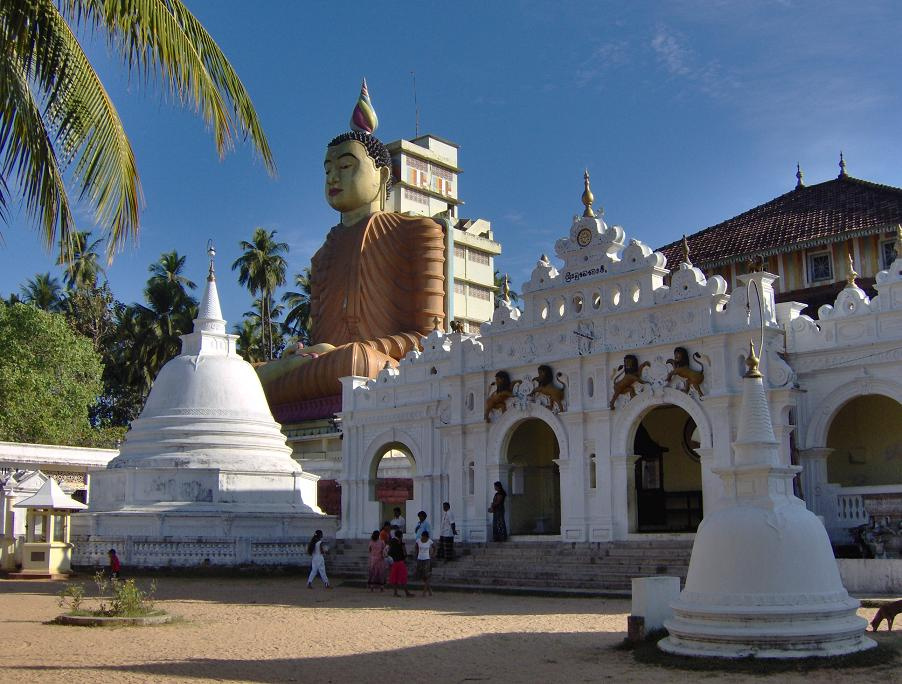
Templo de Wewurukannala Vihara

El templo está dominado por una imagen de un Buda sentado. Tiene 49 metros de altura, es la estatua más alta de toda Sri Lanka y se remonta a la época del rey Rajadhi (1782–1798).
El templo tiene tres partes, la más antigua tiene unos 250 años y tiene un Buda más modesto esculpido en la fachada de la estructura. La siguiente parte es el túnel del infierno. En él, modelos de tamaño natural ilustran lo que sucederá si uno sucumbe a todas esas tentaciones terrenales que bordean el camino hacia la iluminación. Es el infierno budista hecho tangible, representado en un horror caricaturesco ante los ojos de los visitantes. Los aspectos más destacados incluyen la inmersión en calderos hirviendo, el destripamiento y el corte en pedazos de los pecadores por demonios humanos con colmillos.. Por último, está el enorme Buda sentado, tan alto como un edificio de ocho pisos, construido en la década de 1960.